# Kim Ofstad
Kim Ofstad (* 25. November 1969 in Trondheim) ist ein norwegischer Pop-, Rock- und Jazzschlagzeuger.
Ofstad studierte am Berklee College of Music in Boston, wo er den Bassisten Jonny Sjo kennenlernte. Mit diesem und der Sängerin Simone Larsen gründete er 1993 die Popband D’Sound, mit der er mehrere Alben veröffentlichte und 1998 mit dem Spellemannprisen ausgezeichnet wurde.
Mit dem Jazzgitarristen Knut Værnes, dem Bassisten Frode Berg, dem Trompeter Nils Petter Molvær und dem Keyboarder Bugge Wesseltoft nahm er 1995 das Album Jacques Tati auf. 1998 wirkte er gemeinsam mit Sjo an Eivind Aarsets Album Électronique Noire mit. Er unternahm Tourneen durch Skandinavien und Deutschland mit dem a-ha-Sänger Morten Harket, DJ Kemit, Lil John Roberts und Anne Grete Preus, spielte Schlagzeug auf mehreren Alben der Rockgruppe Ab und Zu und arbeitete im Duo mit dem Schlagzeuger Audun Kleive.